# Favia matthaii
Favia matthaii là một loài san hô trong họ Faviidae. Loài này được Vaughan mô tả khoa học năm 1918.